# Jürgen Bertow
Jürgen Bertow (født 21. april 1950 i Østberlin) er en tysk tidligere roer.

## Karriere

### Roning
Bertow roede forskellige scullere i sin karriere, og han vandt syv medaljer ved de østtyske mesterskaber fra 1968 i dobbeltsculler, deraf to af guld i henholdsvis 1975 og 1978. Derudover vandt han tre medaljer i dobbeltfirer, deraf to af guld i 1973 og 1974. Desuden var han med til at blive verdensmester i dobbeltfireren i 1974 og vinde VM-sølv i dobbeltsculleren i 1975.
Han blev sat sammen med Uli Schmied til OL 1976 i Montreal, og denne duo vandt både sit indledende heat og sin semifinale. I finalen kunne de dog ikke følge med Norge, der stillede op med brødrene Frank og Alf Hansen. Disse to vandt guld i sikker stil, mens briterne Chris Baillieu og Michael Hart vandt sølv, og Schmied og Bertow fik bronze.

### Videre karriere
Bertow blev uddannet bygningsingeniør og dannede sit eget firma i 1980'erne.

## OL-medaljer
- 1976:  Bronze i dobbeltsculler